# O Exército Brasileiro (documentário)
O Exército Brasileiro é um documentário mudo brasileiro dirigido por Luiz de Barros tendo o desfile do ano comemorativo do Centenário da Independência do Brasil como o seu clímax. Foi o primeiro trabalho de Barros como documentarista, já que até então só havia dirigido produções ficcionais. O documentário também abriu uma nova era na Guanabara-Film, que até o início de 1923 focaria apenas em produções de documentários, voltando a fazer filmes ficcionais apenas em 1923, com a estreia de O Cavaleiro Negro.
Seu lançamento ocorreu ainda em 1922. Apesar de sua importância histórica, O Exército Brasileiro, assim como muitos outros filmes, teve todas as suas cópias perdidas, sendo hoje considerado um filme perdido.